# Reideen
Reideen (яп. REIDEEN(ライディーン) Раиди:н) — японский аниме-сериал, ремейк меха-сериала 1975 года Brave Raideen. Был выпущен студией Production I.G и транслировался по телеканалу WOWOW с 3 марта по 1 сентября 2007 года. По мотивам аниме также была выпущена манга. Сериал был дублирован на испанском языке, а также транслировался на территории Польши.

## Сюжет
Дзюнки Сайга — обычный японский школьник с математическими способностями. Его рутинная жизнь нарушается, когда семья получает известие: найдены останки отца, пропавшего много лет назад. Рядом с останками нашли таинственные артефакты, которые могут активизировать так называемую «японскую пирамиду» — древнее сооружение в Японии, оставленное неизвестной цивилизацией. Внутри пирамиды заключён робот, известный как Рэйдин. С помощью кольца-артефакта Дзюнки может управлять роботом. Тем временем человечеству угрожает инопланетная цивилизация, которая намерена ввергнуть Землю в хаос.

## Список персонажей
Дзюнки Сайда (яп. 才賀 淳貴 Сайда Дзюнки)
Сэйю: Масатака Адзума
Главному герою истории 15 лет. Несмотря на свой возраст, очень высокий и мыслит логичнее, чем одноклассники, и кажется взрослее, чем есть на самом деле. Однако ему сложно справиться с новыми обязанностями пилота.
Таро Маэдасаки (яп. 前田崎 太郎 Маэдасаки Таро:)
Сэйю: Синъитиро Мики
Лейтенант исследовательского корпуса Сил самообороны Японии. Заинтересован в артефактах, а также следит за Сайдой и роботом, отдавая приказы. Очень заботится о главном герое. Аудиофил.
Сиори Кобаякава (яп. 小早川 栞 Кобаякава Сиори)
Сэйю: Юка Окада
Подруга детства и одноклассница Дзюнки. Мечтает превзойти Мидорино. Тайно влюблена в Дзюнки.
Акира Мидорино (яп. 碧乃 玲 Мидорино Акира)
Сэйю: Саэко Тиба
Таинственная девочка с зелёными глазами. Её дом был полностью разрушен во время первого боя Рэйдина. После переезда в Токио стала посещать класс Дзюнки и Сиори. Имеет примерно ту же роль в сюжете, что и Рэйка Мисима из аниме RahXephon.
Содзи Тэрасаки (яп. 寺崎 宗次 Тэрасаки Содзи)
Сэйю: Кэйдзи Фудзивара
Солдат корпуса Сил самообороны. Хороший стрелок. Должен следить за Дзюнки и Рэйдином.
Кана Хосикава (яп. 星川 花 Хосикава Кана)
Сэйю: Такако Хонда
Обладает суперспособностями, но не в состоянии полностью контролировать телекинез и телепортацию (мелких предметов). Поэтому во время боя больше полагается на свои физические навыки.

## Список серий аниме
| #  | Название                                                            | Дата выхода        |
| -- | ------------------------------------------------------------------- | ------------------ |
|    |                                                                     |                    |
| 01 | Rebirth of a Legend «Ёмигаэру дэнсэцу» (蘇る伝説)                   | 3 марта 2007 г.    |
| 02 | The Legendary Warrior «Дэнсэцу но ю:ся» (伝説の勇者)                | 10 марта 2007 г.   |
| 03 | The Invisible Shadow «Миэнай кагэ» (見えない影)                     | 17 марта 2007 г.   |
| 04 | Fighting the Shadow «Кагэ то но татакай» (影との戦い)               | 24 марта 2007 г.   |
| 05 | The White Herons Gather «Сирасаги ацумару» (白鷺集まる)             | 31 марта 2007 г.   |
| 06 | The Bird Which Becomes God «Каминару тори» (神なる鳥)               | 7 апреля 2007 г.   |
| 07 | Fresh Wind «Аратанару кадзэ» (新たなる風)                           | 14 апреля 2007 г.  |
| 08 | Gale Runs Wild «Хаятэ бо:со:» (疾風暴走)                            | 21 апреля 2007 г.  |
| 09 | The Person Who Invokes Darkness «Ями во ёбу моно» (闇を呼ぶ者)      | 28 апреля 2007 г.  |
| 10 | Tear It Up! The Darkness «Кирисакэ! Ями во» (切り裂け!闇を)         | 12 мая 2007 г.     |
| 11 | Gadion «Гадион» (ガディオン)                                        | 19 мая 2007 г.     |
| 12 | Escape from Outer Space «Утю: кара но дассюцу» (宇宙からの脱出)     | 26 мая 2007 г.     |
| 13 | Festival «Мацури» (祭)                                              | 2 июня 2007 г.     |
| 14 | Deep Sea Challenge «Синкай кара тё:сэн» (深海から挑戦)              | 9 июня 2007 г.     |
| 15 | The Sea's Sleeping Legend «Уми ни нэмуру дэнсэцу» (海に眠る伝説)    | 16 июня 2007 г.    |
| 16 | Skies of Madness «Курутта сора» (狂った空)                          | 13 июня 2007 г.    |
| 17 | Assault Within a Storm «Араси но нака но сю:гэки» (嵐の中の襲撃)    | 30 июня 2007 г.    |
| 18 | The Scent of Farewell «Саёнара но ниой» (さよならの匂い)            | 7 июля 2007 г.     |
| 19 | Undesired Power «Надзоману тикара» (望まぬ力)                       | 14 июля 2007 г.    |
| 20 | Stopped Time «Томатта дзикан» (止まった時間)                        | 21 июля 2007 г.    |
| 21 | Strategy Begins to Move «Угокидасита бо:ряку» (動き出した謀略)      | 28 июля 2007 г.    |
| 22 | Awaken and Fight «Мэдзамэ ё, соситэ татакаэ» (目覚めよ、そして戦え) | 4 августа 2007 г.  |
| 23 | Roxell, Again «Рокусэру, футатаби» (ロクセル、再び)                 | 11 августа 2007 г. |
| 24 | Gadion Stands «Гадион, тацу» (ガディオン、立つ)                     | 18 августа 2007 г. |
| 25 | Reideen Recaptures «Рэйди:н, даккан» (ライディーン、奪還)           | 25 августа 2007 г. |
| 26 | Decisive Battle «Кэссэн» (決戦)                                     | 1 сентября 2007 г. |

## Музыка
Вступительная«manacles», исполняет Томико Ван
Завершающая«Kakeashi no Ikizama» (яп. 駆け足の生き様 Какэаси но икидзама) исполняет Атару Накамура